# Чёрные металлы
Чёрные мета́ллы (разг. черме́т) — железо и сплавы на его основе (стали, ферросплавы, чугуны). К чёрным металлам также зачастую относят марганец (92 % используется в металлургии) и, иногда, — хром (65 % используется в металлургии) и ванадий (90 % используется для легирования чугуна и стали). Эти металлы используются главным образом при производстве чугунов и сталей. Чёрные металлы составляют более 90 % всего объёма используемых в экономике металлов, из них основную часть составляют различные стали. Основным элементом, придающим сплавам железа разнообразные свойства, является углерод.
- Чугуны — сплавы железа с углеродом, при содержании углерода более 2,14 % (в некоторых чугунах до 6 %). Чугуны делятся на белые, серые и ковкие.
- Стали — сплавы железа с углеродом при содержании углерода менее 2,14 %.
  - низкоуглеродистые (меньше 0,25 %),
  - углеродистые (0,25—0,6 %),
  - высокоуглеродистые (более 0,6 %).

Кроме углерода, в чугунах и сталях содержатся другие компоненты, которые делятся на
- легирующие: для получения чугунов и сталей с требуемыми свойствами — устойчивость к коррозии, упругость, ковкость, термостойкость; к легирующим компонентам относятся кремний, алюминий, марганец, молибден, медь, никель, хром, ванадий, вольфрам и другие;
- вредные примеси: сера, фосфор, мышьяк, кислород, азот[5].

Придание металлу необходимой формы и свойств достигается обработкой давлением и последующей термической обработкой.